# 西属佛罗里达
佛罗里达省（西班牙語：Provincia de La Florida），为西班牙帝国在北美佛罗里达地区的殖民地，为新西班牙总督辖区古巴都督府的一個省，领地包含今美国东南部分地区存续时间为1513–1763，1784–1821。1763年，西班牙为得到了古巴哈瓦那的控制权，将佛罗里达为交换于英国。英国当局以阿巴拉契科拉河为界，将佛罗里达分为两个部分，东佛罗里达与西佛罗里达。1784年，西班牙重新获得佛罗里达的控制权。1821年，美国获得佛罗里达地区，并成立佛罗里达领地。
对西班牙来说，佛罗里达从来都只是一个落后地区，它主要是新西班牙（其未确定的东北边界在密西西比河附近）、西班牙的加勒比殖民地和向北扩张的英国殖民地之间的战略缓冲地带。与墨西哥和秘鲁相比，这里找不到金银。由于疾病以及后来卡罗莱纳殖民者及其美洲土著盟友的袭击，当地人口不足以实行强迫农业劳动的监护征赋制，因此西班牙没有在佛罗里达建立大型种植园。佛罗里达中北部的大型散养牧场是最成功的农业企业，能够供应当地和古巴市场。沿海城镇彭萨科拉和圣奥古斯丁也提供了港口，需要水或补给的西班牙船只可以在此停靠和补给。
从 16 世纪 30 年代开始，从圣奥古斯丁延伸到佛罗里达潘汉德尔的一系列传教所为圣奥古斯丁提供玉米和其他粮食作物，居住在传教所的阿帕拉切人每年都要派工人到圣奥古斯丁镇从事劳动。在 1702 年至 1704 年的一系列袭击中，传教团被卡罗莱纳人和克里克人摧毁，佛罗里达的土著人口进一步减少和分散，西班牙对该地区的控制也随之削弱。

## 西属佛罗里达的建立

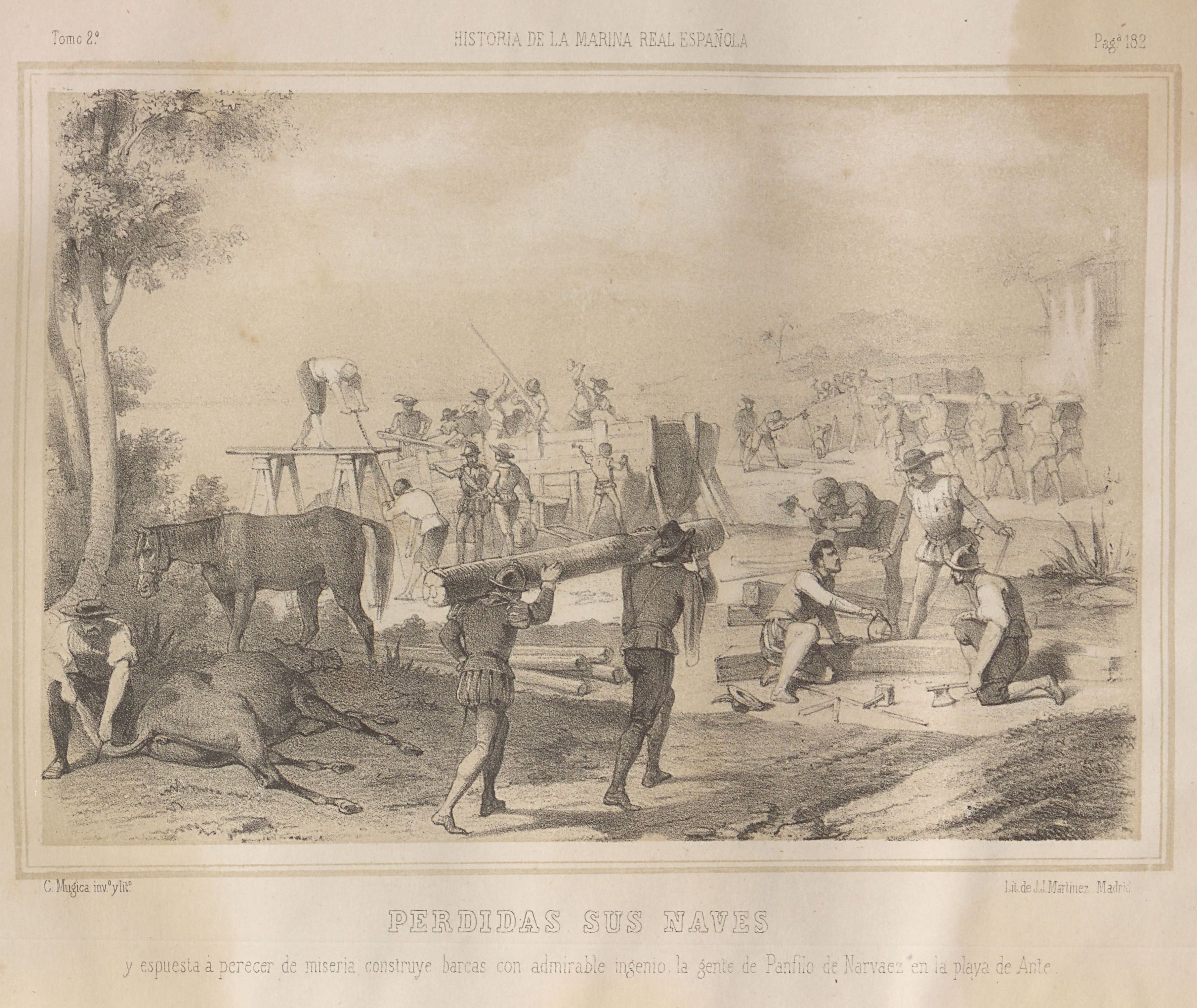
1528年的纳瓦埃斯探险队，阿帕拉切湾

西班牙佛罗里达州建于 1513 年，当时胡安·庞塞·德莱昂在欧洲人首次正式远征北美期间为西班牙宣称拥有佛罗里达半岛。15 世纪中期，几位探险家（最著名的是潘菲洛·纳瓦埃斯和埃尔南多·德·索托）在坦帕湾附近登陆，向北至阿巴拉契亚山脉，向西至得克萨斯州寻找金矿，但基本上都没有成功 。
1565年9月8日，海军上将佩德罗·梅内德斯·德阿维莱斯（Pedro Menéndez de Avilés）率领一队定居者登陆圣奥古斯丁。探险队的牧师弗朗西斯科·洛佩斯·德·门多萨·格拉哈雷斯神父（Francisco López de Mendoza Grajales）在这里举行了第一场感恩弥撒。方济各会的正式前哨站天主圣名传教站就建立在登陆点，这也许是后来美国本土的第一个传教会。